# Rezerwat przyrody „Bogdinsko-Baskunczakskij”
Rezerwat przyrody „Bogdinsko-Baskunczakskij” (ros. Государственный природный заповедник «Богдинско-Баскунчакский») – ścisły rezerwat przyrody (zapowiednik) w obwodzie astrachańskim w Rosji. Znajduje się w rejonie achtubinskim, a jego obszar wynosi 184,78 km². Rezerwat został utworzony decyzją rządu Federacji Rosyjskiej z dnia 18 listopada 1997 roku. W 2021 roku otrzymał status rezerwatu biosfery UNESCO. Dyrekcja rezerwatu znajduje się w Achtubinsku.

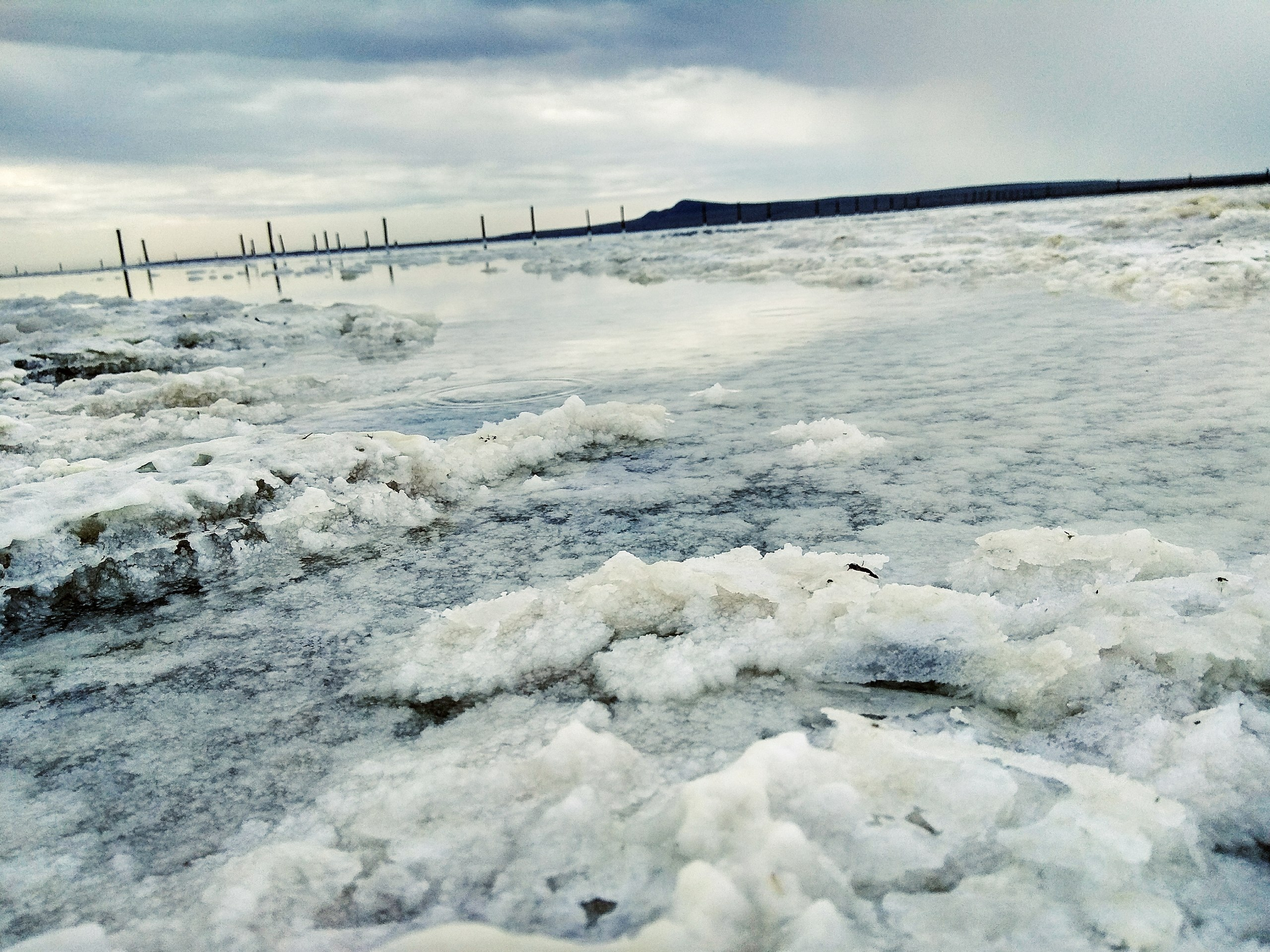
Jezioro Baskunczak

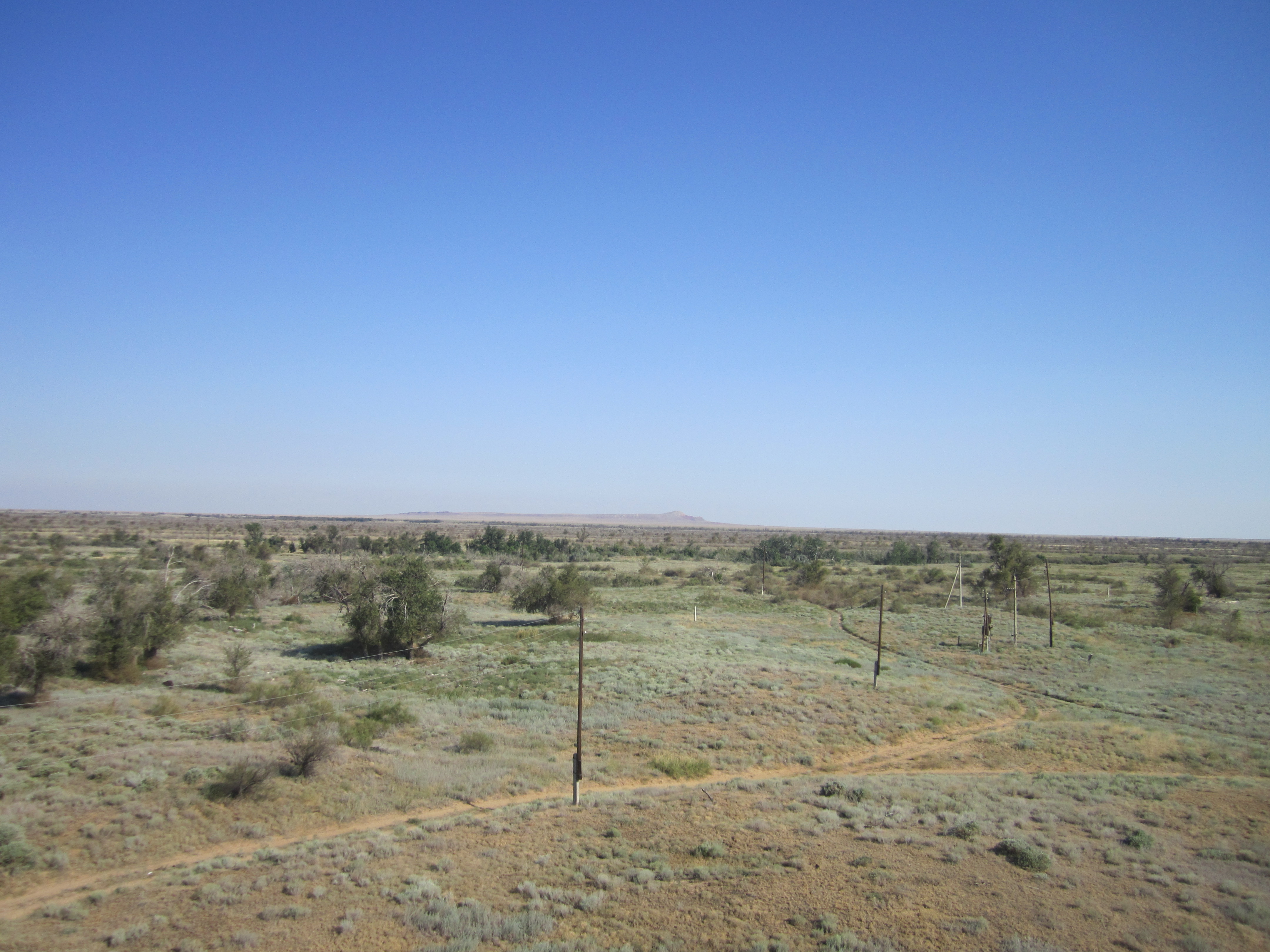
Zielionyj Sad

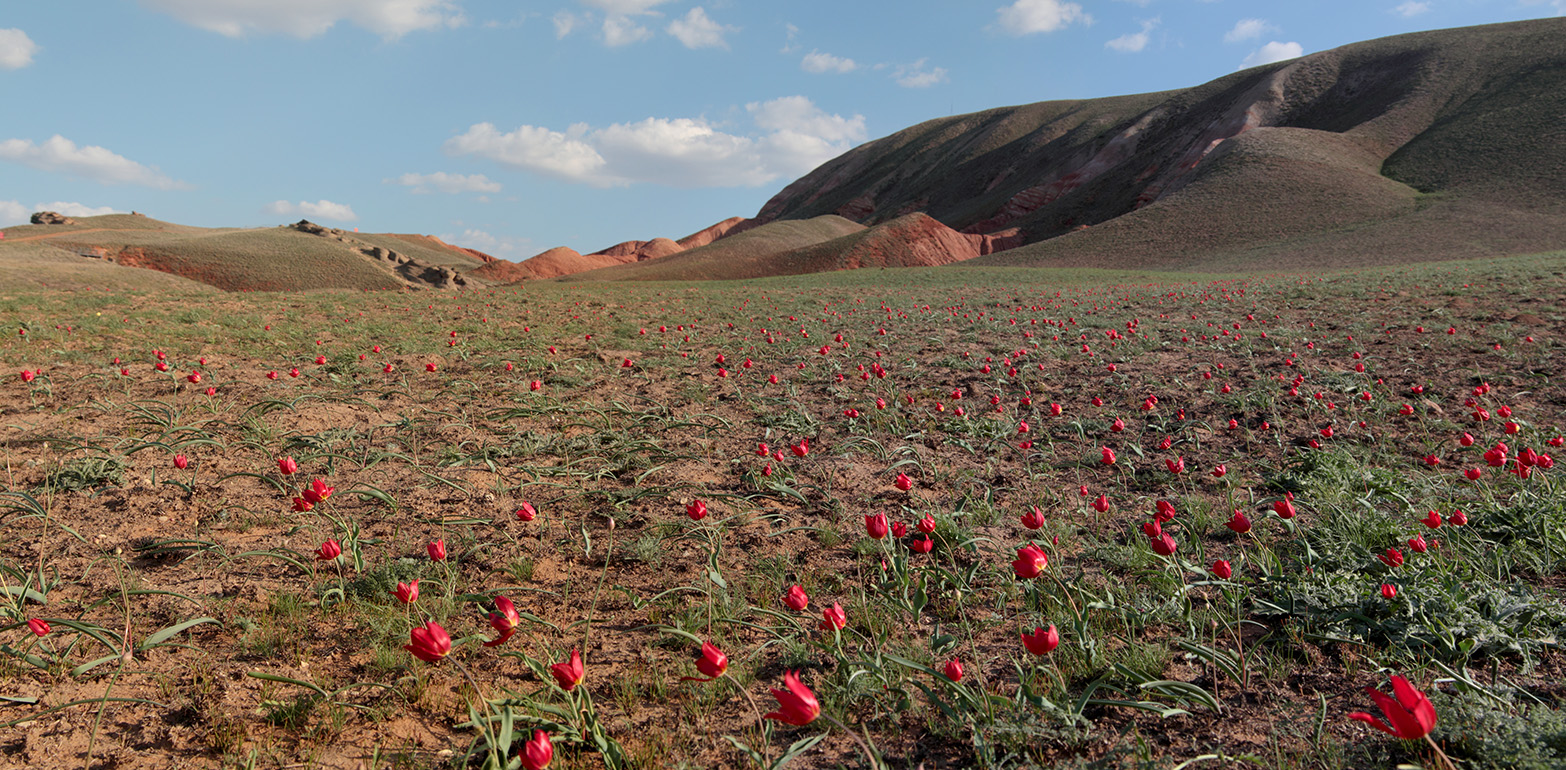
Tulipany na wschodnim zboczu góry Bolszoje Bogdo

## Opis
Rezerwat znajduje się w północnej części Niziny Nadkaspijskiej i składa się z dwóch części: góry Bolszoje Bogdo i okolic jeziora Baskunczak (164,83 km²) oraz części o nazwie „Zielionyj Sad” (19,95 km²). Rezerwat został stworzony w celu ochrony nienaruszonych zbiorowisk półpustynnych w tym rejonie.
Góra Bolszoje Bogdo (152 m n.p.m.) jest najwyższym wzniesieniem na Nizinie Nadkaspijskiej. Znajduje się tu ponad 30 jaskiń krasowych. Jezioro Baskunczak to największe słone jezioro bezodpływowe w Rosji i Europie. Znajduje się poniżej poziomu morza, a jego powierzchnia wynosi 106 km². „Zielionyj Sad” to oaza roślinności leśnej na półpustyni.
W pobliżu rezerwatu znajduje się kosmodrom i rakietowy poligon wojskowy Kapustin Jar.
Klimat jest kontynentalny. Najzimniejszymi miesiącami są styczeń i luty. Średnia temperatura w tych miesiącach wynosi odpowiednio -8,4 °C i -8,1 °C. Średnia temperatura w lipcu to +24,8 °C. Co roku na terenie rezerwatu spada do 270 mm opadów. Latem występują często burze piaskowe.

## Flora
Flora rezerwatu jest uboga, ale występuje tu wiele endemicznych i rzadkich gatunków roślin. Są to m.in.: tulipan pachnący, ostróżka z gatunku Delphinium puniceum, ostnica Jana, ostnica z gatunku Stipa ucrainica, rośliny z gatunku Eriosynaphe longifolia i Ewersmannia subspinosa, babka z gatunku Plantago minuta.

## Fauna
W rezerwacie występują 2 gatunki płazów, 13 gatunków gadów, 225 gatunków ptaków (z których dziewięć występuje w Czerwonej księdze gatunków zagrożonych – IUCN) i 47 gatunków ssaków. Są to m.in. lis rudy, lis stepowy, wilk szary, łasica pospolita, gronostaj europejski, borsuk europejski. 
Do rzadkich zwierząt należą m.in. suhak stepowy, gekon z gatunku Alsophylax pipiens, krągłogłówka słoneczna, połoz kaspijski, wąż z gatunku Elaphe quadrivirgata, żmija z gatunku Pelias renardi, kurhannik, orzeł stepowy, żuraw stepowy, strepet, szablodziób zwyczajny, pelikan kędzierzawy, podgorzałka zwyczajna, błotniak stepowy.